# Dernier maximum glaciaire

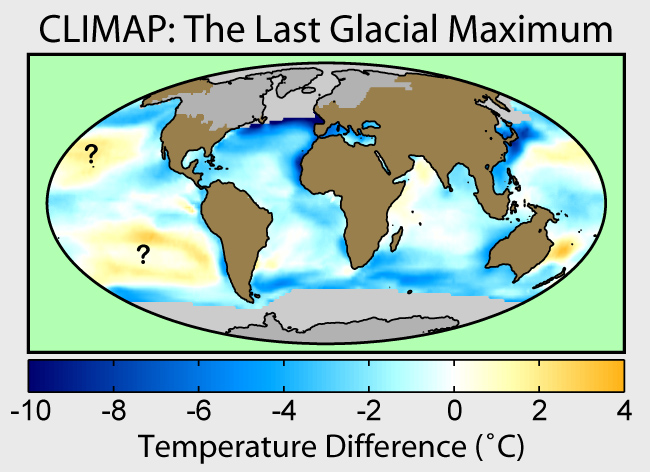
Les calottes glaciaires continentales sont en gris. Les températures de surface des océans les plus basses sont en bleu, aux hautes latitudes ; en jaune, celles des océans tropicaux, inférieures de 2°C à 3°C par rapport à l'époque actuelle

Le dernier maximum glaciaire (DMG) est la période au cours de laquelle le froid a atteint son ampleur maximale, à la fin de la dernière période glaciaire. Il est marqué par une extension extrême des calottes de glace et par un niveau des mers minimal. Le pic de froid est daté d'environ 21 000 ans avant le présent, à la fin du Pléistocène supérieur. Le climat était plus froid de 3 à 6° en moyenne par rapport à l'époque actuelle, et les concentrations en gaz à effet de serre dans l'atmosphère étaient plus faibles,.
Pendant le dernier maximum glaciaire des calottes de glace continentales recouvraient, dans l'hémisphère nord, la partie nord des continents : la calotte groenlandaise ; la calotte laurentide, qui recouvrait une partie importante de l'Amérique du Nord, et dont l'épaisseur maximale était de 4 km ; et la calotte fennoscandienne, qui recouvrait le nord de l'Eurasie, et dont l'épaisseur pouvait atteindre 3 km. La banquise, ou glace de mer, a également accru son étendue.
Le niveau des mers s'est abaissé en raison de la grande quantité d'eau retenue dans les glaces ; il était inférieur de 125 mètres au niveau actuel. Par conséquent, il y avait plus de terres émergées qu'aujourd'hui. La géographie de certaines régions était de ce fait très différente de ce qu'elle est à l'époque actuelle, notamment celle de l'Indonésie.
Les niveaux de poussière de l'atmosphère étaient jusqu'à 20 à 25 fois plus élevés qu'aujourd'hui (mesure fondée sur les carottes de glace).
Le climat était partout plus sec lors du dernier maximum glaciaire, ce qui a entrainé la réduction du couvert végétal.
L'entrée dans le dernier maximum glaciaire peut s'expliquer par des phénomènes de rétroaction positive à la suite du refroidissement du climat qui a commencé il y a 115 000 ans, avec le début de la dernière période glaciaire. La sortie du dernier maximum glaciaire est liée à des paramètres orbitaux qui provoquent des variations du climat terrestre, appelées cycles de Milankovitch. Le pic de froid a été suivi par le Tardiglaciaire.
Dans l'archéologie de l'Europe paléolithique, le dernier maximum glaciaire est contemporain des cultures solutréenne, badegoulienne sur la façade atlantique, épigravettienne dans l’aire méditerranéenne.
Le DMG, appelé en Grande-Bretagne le Dimlington Stadial, est daté par Nick Ashton entre 31 000 et 16 000 ans AP,.

## Climat

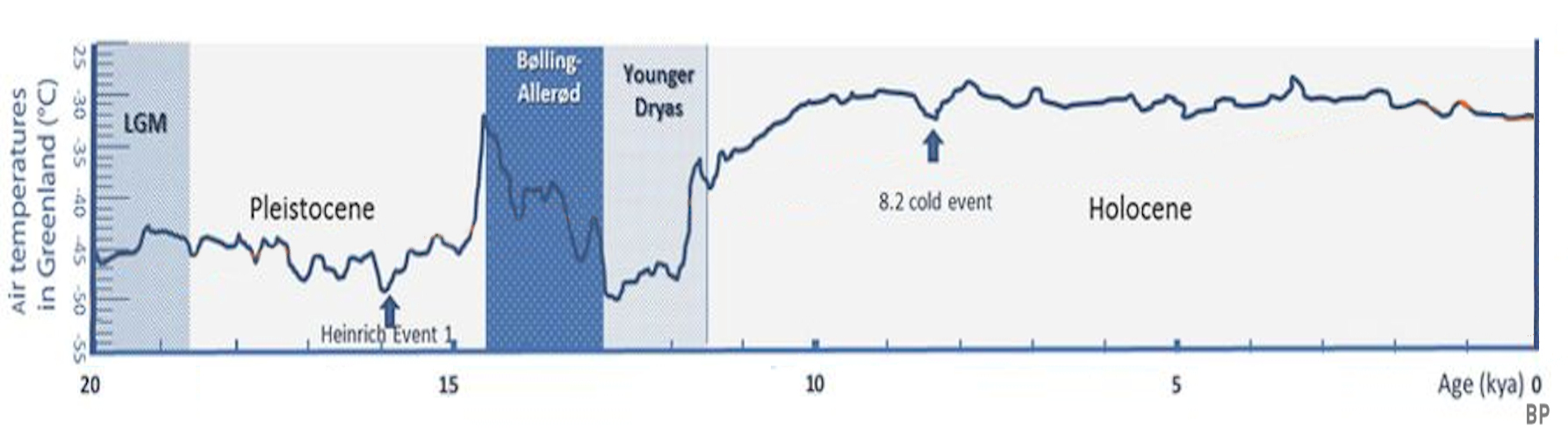
Évolution des températures dans la période post-glaciaire selon les carottes de glace prélevées au Groenland

La température mondiale moyenne il y a 21 000 ans était de 9° C. C'est environ 6° C de moins que la moyenne de 2013-2017. De fortes disparités existaient cependant, avec un refroidissement beaucoup plus marqué aux pôles. La température de l'Arctique était inférieure de 14° C à celle d'aujourd'hui. Le refroidissement affecte plus les continents que les océans.
Lors du dernier maximum glaciaire, la glace permanente couvrait toute l'année environ 8 % de la surface de la planète et 25 % de la superficie des terres. En 2012, environ 3,1 % de la surface de la planète et 10,7 % de la superficie des terres sont couverts de glace toute l'année. Le niveau de la mer était environ 125 mètres plus bas qu'à l'époque actuelle (2012).

## Végétation

Carte de la végétation du DMG : les calottes de glace au nord sont en gris clair ; steppe à mammouths en Europe (de la France à la Russie) en vert-bleu à hachures verticales ; steppes boisées en Europe du Sud ; forêts claires en marron, notamment en Afrique du Nord ; des forêts tropicales subsistent en Amérique centrale. Cliquer pour agrandir

À la place des forêts boréales de l'Holocène (période interglaciaire), on trouvait, lors du dernier maximum glaciaire, des steppes. Les forêts boréales étaient cantonnées au sud de l'Europe, dans les régions où domine actuellement une végétation méditerranéenne.
Le couvert forestier a été considérablement réduit, même dans les régions plus méridionales.
La forêt amazonienne a été divisée en deux grands blocs par une vaste savane. Dans la forêt atlantique du Brésil et dans le sud de la Chine, les forêts à faible densité en arbres (forêts claires) sont devenues dominantes en raison de conditions plus sèches. Les forêts tropicales humides d'Asie du Sud-Est ont probablement été affectées de la même manière, avec des forêts de feuillus s'étendant à leur place, sauf aux extrémités est et ouest du plateau du Sundaland. Dans le nord de la Chine - non englacé malgré son climat froid - un mélange de prairies et de toundra a prévalu, et même là, la limite nord de la croissance des arbres était au moins 20° plus au sud qu'aujourd'hui.
Dans des cas extrêmes, tels que l'Australie du Sud et le Sahel, les précipitations ont pu être réduites jusqu'à 90 % par rapport au présent, la flore diminuant presque au même degré que dans les zones glaciaires d'Europe et d'Amérique du Nord.
C'est en Amérique centrale seulement et dans la région du Chocó en Colombie que les forêts tropicales humides sont restées pratiquement intactes - probablement en raison de pluies tropicales stables dans ces régions.

## Désertification
La plupart des déserts du monde se sont étendus.
En Australie, des dunes de sable mouvantes ont couvert la moitié du continent. En Amérique du Sud le Gran Chaco et la Pampa sont devenus également secs. Ont fait exception cependant l'actuel ouest des États-Unis, où les changements dans le courant-jet ont apporté de fortes pluies et où de grands lacs pluviaux se sont formés, comme le lac Bonneville dans l'Utah ; ainsi que  l'Afghanistan et l'Iran, où un lac majeur s'est formé également dans l'actuel désert Dacht-e Kavir.

## Territoires habités par l'Homme

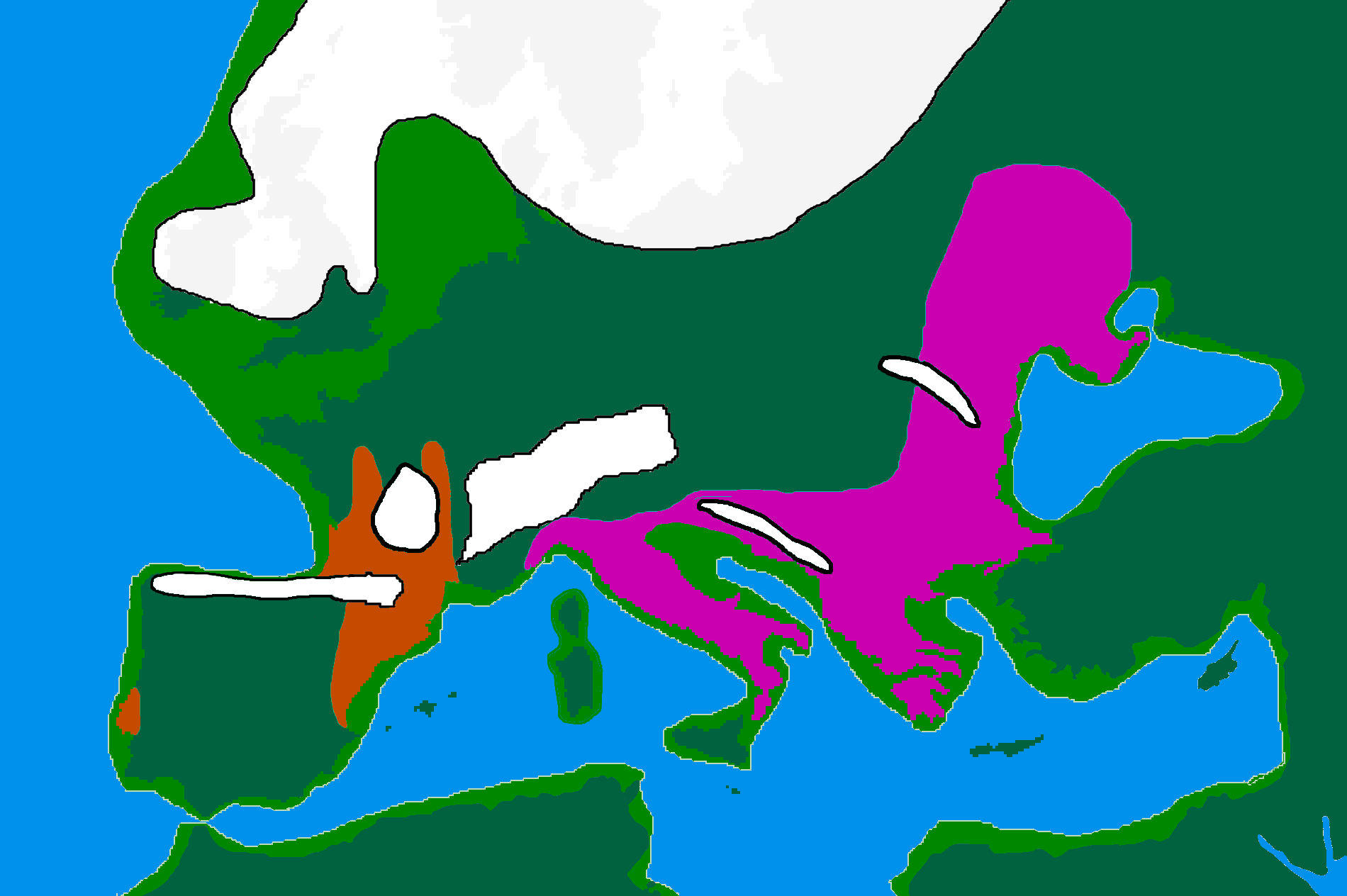
Lors du dernier maximum glaciaire, les Homo sapiens d'Europe se replient dans des zones refuges.
Solutréen
Épigravettien

Le dernier maximum glaciaire serait « le deuxième épisode le plus dramatique de l'histoire de l'humanité », le premier épisode s'étant produit il y a environ 150 000 ans, au moment de l'avant-dernière glaciation. Pendant le dernier maximum glaciaire, plus de la moitié des territoires européens habités lors de la période précédente, moins froide, appelée SIO 3, sont dépeuplés, et la population européenne aurait quasiment été divisée par deux. Le cloisonnement géographique s'accroit. Certaines industries du premier Solutréen apparaissent semblables aux industries plus anciennes, notamment moustériennes, et donc en régression par rapport aux innovations récentes.
En Europe, les groupes d'Homo sapiens doivent quitter la plus grande partie du continent pour trouver refuge dans les régions méditerranéennes. Au Moyen-Orient, les régions de peuplement sont aussi fortement réduites. Les populations de l’Afrique du Nord comme celles de l’Afrique du Sud doivent limiter leur occupation aux zones côtières ; le désert du Sahara progresse au Nord et au Sud. Les groupes humains d'Australie sont obligés de migrer vers la Papouasie au Nord, ou dans l’île de Tasmanie (qui n'était pas séparée du continent). L’Asie centrale, la Sibérie, l’Iran perdent leurs populations humaines.
La question se pose de savoir si l'Amérique du Nord était peuplée avant le dernier maximum glaciaire. Alors qu'il était admis depuis plusieurs décennies que la première culture en Amérique datait de 13 500 ans (la culture Clovis), ou, au plus tôt, de 16 000 ans, deux études publiées en 2020 font état de la présence d'outils lithiques datés de 32 000 ans dans le nord du Mexique (dans la grotte de Chiquihuite). En 2017 déjà une étude avait rendu compte de l'analyse d'ossements d'animaux portant des traces d'intervention humaine, datés de 24 000 ans, découverts dans des grottes du Yukon. Selon les auteurs de cette étude, les groupes humains après avoir traversé le détroit de Béring, avaient rejoint le Yukon et l'Alaska, où ils seraient restés pendant 8 000 ans, les glaciers leur barrant la voie vers le sud. Les conclusions de ces études demeurent cependant controversées. Selon François Djindjian, l'extension de la calotte glaciaire en Amérique du Nord a arasé d'éventuels vestiges de peuplement humain antérieurs au dernier maximum glaciaire.

## Entrée et sortie du DMG
La croissance des calottes glaciaires a commencé il y a 33 000 ans et la couverture maximale se situe entre 26 500 et 19 500 ans AP.
La déglaciation a commencé dans l' hémisphère nord il y a 20 000 ans, provoquant une élévation brutale du niveau de la mer. Le déclin de la calotte glaciaire de l'Antarctique occidental s'est produit il y a entre 14 000 et 15 000 ans, ce qui est cohérent avec les preuves d'une nouvelle élévation brutale du niveau de la mer il y a environ 14 500 ans,.

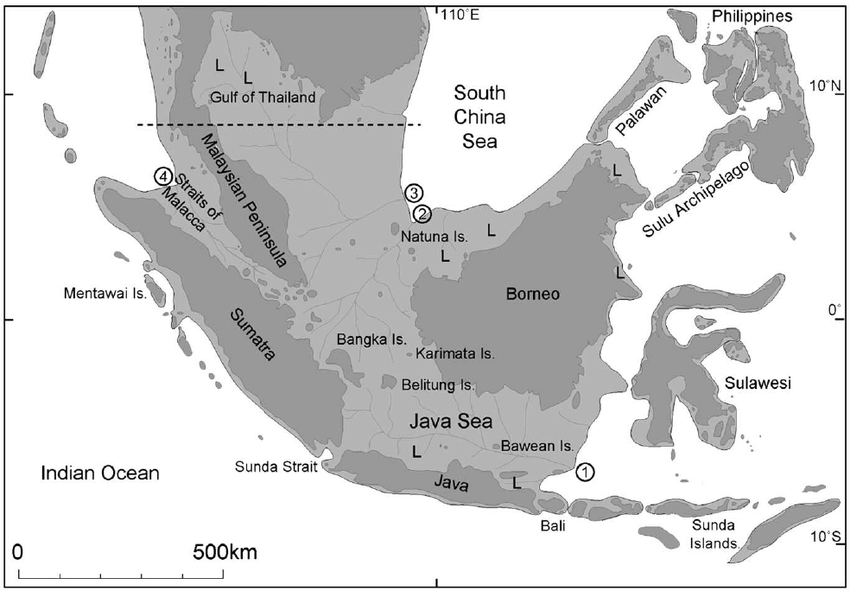
Le Sundaland : en gris clair, les zones émergées au DMG ; en gris foncé, la carte aujourd'hui. Les lacs potentiels sont indiqués par la lettre L. Les fleuves du DGM sont indiqués par des chiffres. Cliquer pour agrandir

## Impact par région

### Asie
En raison de l'abaissement du niveau de la mer, de nombreuses îles d'aujourd'hui ont été jointes aux continents : les îles indonésiennes, aussi loin à l'est que Bornéo et Bali, étaient reliées au continent asiatique dans une masse continentale appelée Sundaland. La province de Palawan faisait également partie du Sundaland, tandis que le reste des îles philippines formait une grande île séparée du continent uniquement par le passage de Sibutu et le détroit de Mindoro.
Il y avait des calottes glaciaires au Tibet moderne (bien que les scientifiques continuent à débattre de la mesure dans laquelle le plateau tibétain était couvert de glace) ainsi qu'au Baltistan et au Ladakh. En Asie du Sud-Est, de nombreux glaciers de montagne plus petits se sont formés et le pergélisol a couvert l'Asie du Nord-Est jusqu'à Pékin.

### Australasie

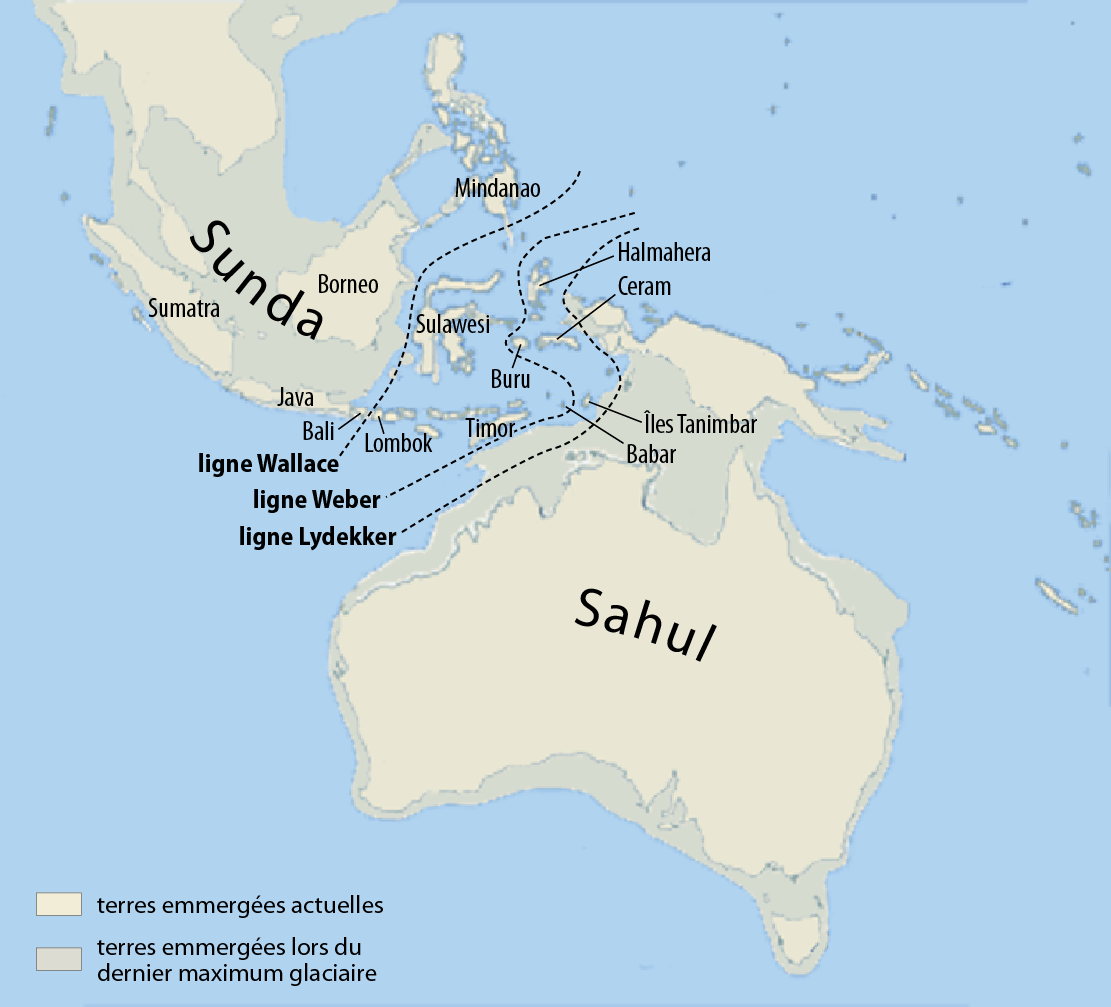
Les terres émergées du Sahul au DGM sont en gris foncé ; le niveau de la mer était alors inférieur de 150 m au niveau actuel.

Le continent australien, la Nouvelle-Guinée, la Tasmanie et de nombreuses petites îles constituaient une seule masse terrestre. Ce continent est maintenant appelé parfois Sahul.
Entre Sahul et Sundaland - une péninsule de l'Asie du Sud-Est qui comprenait la Malaisie actuelle et l'ouest et le nord de l'Indonésie - s'étendait un archipel d'îles connu sous le nom de Wallacea. Les écarts entre ces îles, Sahul et Sundaland étaient considérablement plus réduits qu'aujourd'hui.
Les deux principales îles de la Nouvelle-Zélande, ainsi que les îles plus petites associées, ont été réunies en une seule masse continentale. Presque toutes les Alpes du Sud étaient sous la glace permanente, avec des glaciers s'étendant jusqu'à une grande partie des hautes terres environnantes.

### Europe

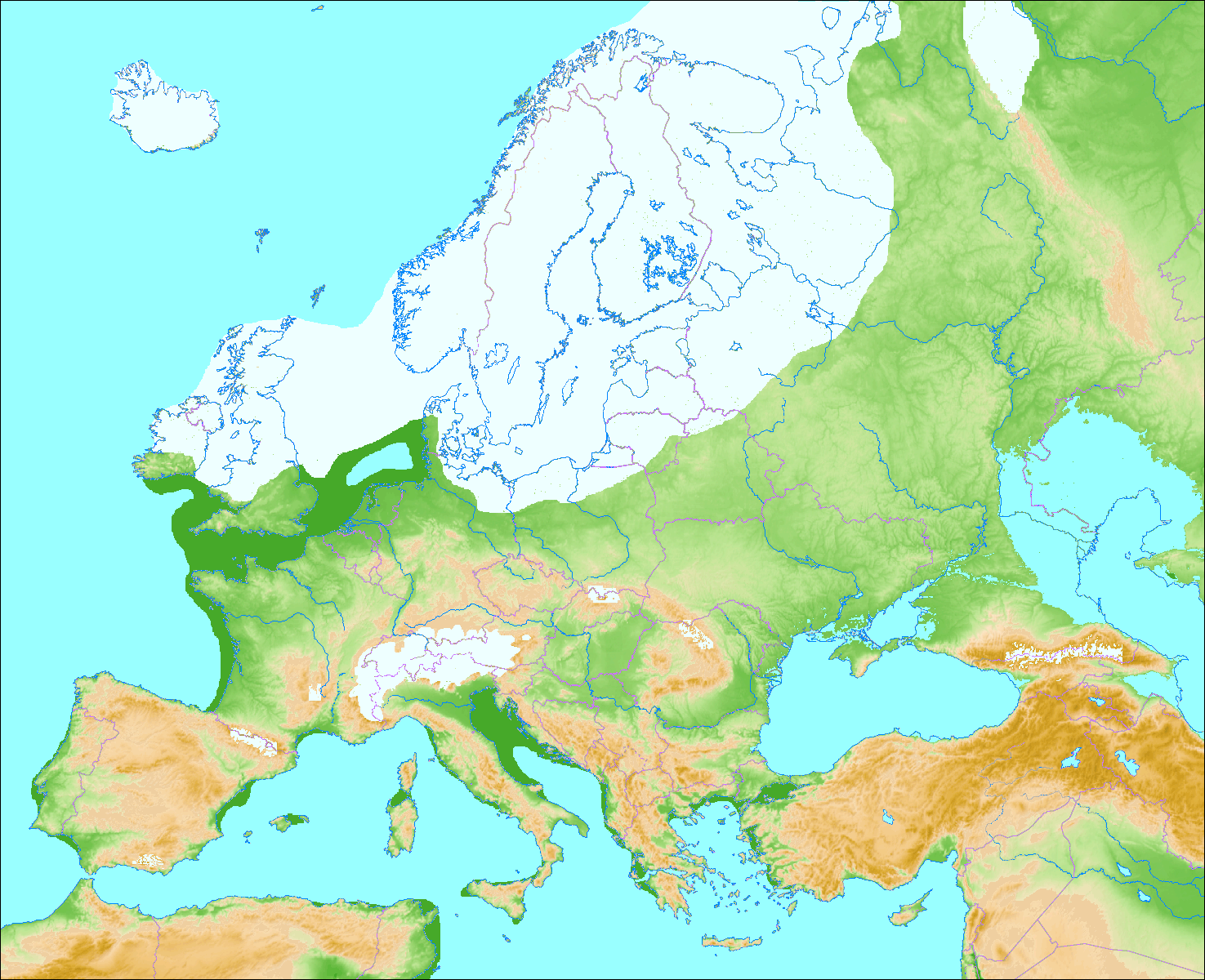
L'Europe au DMG

L'Europe du Nord était en grande partie couverte de glace, la limite sud des calottes glaciaires passant par le Nord de l'Allemagne et la Pologne. Cette glace s'étendait vers le nord, couvrant les terres de Svalbard et François Josef, et s'étendait également vers le nord-est, pour occuper la mer de Barents, la mer de Kara et la Nouvelle-Zemble, jusqu'à la péninsule de Taïmyr.
Dans le Nord-Ouest de la Russie, la calotte glaciaire fennoscandienne a atteint son étendue maximale vers 17 000 ans avant le présent, soit 5 000 ans plus tard qu'au Danemark, en Allemagne et en Pologne occidentale. En dehors du bouclier scandinave, et en Russie en particulier, la marge de glace de la calotte glaciaire fennoscandienne était fortement lobée. Les principaux lobes glaciaires de la Russie ont suivi les bassins de Dvina, Vologda et Rybinsk. Les lobes proviennent de la glace suivant des dépressions topographiques peu profondes remplies d'un substrat de sédiments mous.
Le pergélisol couvrait l'Europe au sud de la calotte glaciaire, jusqu'à l'actuel Szeged, dans le sud de la Hongrie. La glace recouvrait toute l'Islande. La glace a couvert également l'Irlande et presque tout le Pays de Galles, la limite sud de la calotte glaciaire s'étendant approximativement de l'emplacement actuel de Cardiff au nord-nord-est jusqu'à Middlesbrough, puis à travers le Doggerland jusqu'au Danemark.

### Amérique du Nord
En Amérique du Nord, la glace couvrait quasiment tout le Canada et s'étendait à peu près jusqu'aux rivières Missouri et Ohio, et vers l'est, jusqu'à Manhattan. En plus de la grande calotte glaciaire de la Cordillère au Canada et au Montana, les glaciers alpins ont avancé et (à certains endroits) des calottes glaciaires ont couvert une grande partie des montagnes Rocheuses plus au sud. Les gradients latitudinaux étaient si nets que le pergélisol n'atteignait pas loin au sud des calottes glaciaires, sauf à haute altitude. Les glaciers ont forcé les premières populations humaines qui avaient migré à l'origine du nord-est de la Sibérie vers des refuges.
Sur l'île d'Hawaï, les géologues ont depuis longtemps reconnu des dépôts formés par les glaciers du Mauna Kea au cours des dernières périodes glaciaires. Les derniers travaux indiquent que les dépôts de trois épisodes glaciaires depuis 150 000 à 200 000 ans sont préservés sur le volcan. Les moraines glaciaires du volcan se sont formées il y a environ 70 000 ans et entre environ 40 000 et 13 000 ans. Si des dépôts glaciaires se sont formés sur le Mauna Loa, ils ont depuis longtemps été ensevelis par des coulées de lave plus jeunes.

### Amérique du Sud
Au cours du dernier maximum glaciaire de la vallée, les glaciers des Andes méridionales (38–43 ° S) ont fusionné et sont descendus des Andes, occupant des bassins lacustres et marins où ils se sont étendus pour former de grands lobes glaciaires du piémont. Les glaciers s'étendent vers 7 km à l'ouest du lac Llanquihue moderne. Le Lac Nahuel Huapi en Argentine est également englacé à la même époque Sur la plus grande partie du glacier Chiloé l'avance a culminé il y a 26 000 ans, formant un long système de moraine nord-sud le long de la côte est de l'île Chiloé (41,5 – 43° S).
Dans les Andes sèches du centre du Chili le dernier maximum glaciaire est associé à une humidité accrue et à l'avancée vérifiée d'au moins quelques glaciers de montagne.
Dans l'hémisphère sud, la côte occidentale de la Patagonie était en grande partie englacée, mais certains auteurs ont souligné l'existence possible de refuges libres de glace pour certaines espèces végétales. Sur le côté est des Andes, les lobes des glaciers occupaient les dépressions de Seno Skyring, de Seno Otway, de la Baie Inutile et du Canal Beagle. Sur le détroit de Magellan, la glace a atteint la Segunda Angostura.

### Afrique
En Afrique, de nombreux glaciers de montagne plus petits se sont formés, et l'étendue du Sahara et d'autres déserts de sable a été considérablement accrue.
On estime que les températures moyennes annuelles en Afrique australe étaient de 6° C inférieures à celles d'aujourd'hui lors du dernier maximum glaciaire. Cela seul n'aurait cependant pas suffi à créer des glaciers ou un pergélisol généralisé dans les montagnes du Drakensberg ou dans les hautes terres du Lesotho. Le gel saisonnier du sol dans les hautes terres du Lesotho pourrait avoir atteint des profondeurs de 2 mètres ou plus sous la surface; Quelques petits glaciers se sont cependant développés lors du dernier maximum glaciaire, en particulier sur les pentes exposées au sud. Dans les montagnes de la rivière Hex, dans le Cap-Occidental, les ruisseaux et les terrasses de bloc trouvés près du sommet du Matroosberg témoignent d'une activité périglaciaire passée qui s'est probablement produite pendant le dernier maximum glaciaire.